# The Wardrobe
The Wardrobe est un jeu vidéo d'aventure en pointer-et-cliquer développé par C.I.N.I.C. Games et édité par Adventure Production, sorti en 2017 sur Windows, Mac et Linux.

## Accueil
- Adventure Gamers : 4/5[1]
- Canard PC : 7/10[2]